# 哈立德国王空军基地

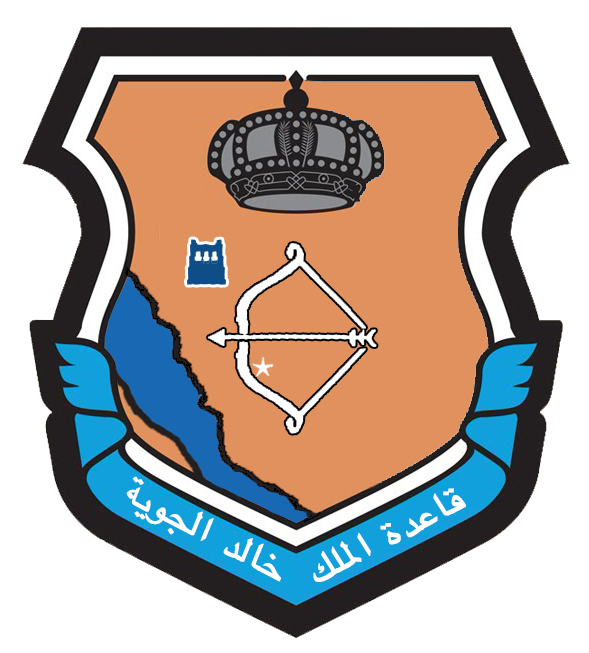
哈立德国王机场纹章

哈立德国王空军基地（Arabic:قاعدة الملك خالد الجوية ，English：King Khalid Air Base）是属于沙烏地阿拉伯皇家空軍的一处基地，位于沙特阿拉伯西南部，靠近海米斯穆謝特。

## 历史

### 建设
该基地由美国空军设计后，1960年由荷兰公司Ballast Nedam完成建设。
20世纪70-80年代英国BAE公司又对该机场进行了升级改造。

### 海湾战争
1991年的海湾战争期间，美军使用该处基地发动对伊拉克的攻击。

## 机场信息
该机场的代码是国际航空运输协会：KMX，国际民航组织：OEKM，拥有3780米（12400英尺）长的跑道。海拔2,050米（6,726英尺）。

## 驻扎
沙特阿拉伯皇家空军在此处驻扎有
- 第6飞行中队
- 第14飞行中队
- 第55飞行中队
- 第99飞行中队

## 防空
沙特在此处部署有爱国者拦截飞弹，拦截也门胡赛武装发射的飞毛腿飞弹。